# Paul Oosterbaan
Paul Oosterbaan (* 8. Juli 1995) ist ein US-amerikanischer Tennisspieler.

## Karriere
Paul Oosterbaan spielte bislang einige wenige Matches auf der ATP Challenger Tour und der ITF Future Tour.
Seinen bislang einzigen Auftritt auf der ATP World Tour hatte er zusammen mit Ronnie Schneider, mit dem er ein Doppelpaar bildete, bei den US Open in New York City im August 2013. Dort verloren sie ihre Erstrundenpartie gegen Brian Baker und Rajeev Ram mit 0:6 und 4:6.